# Lactarius repraesentaneus
Lactarius repraesentaneus é uma espécie de fungo da família de cogumelos Russulaceae. Os grandes corpos de frutificação produzidos pelo fungo possuem um píleo ou "chapéu" com formato convexo ou de funil, de cor amarelo claro a amarelo-alaranjado, e que pode atingir até 18 centímetros de diâmetro. Nos cogumelos jovens, a superfície da margem do chapéu é peluda. A estipe ou tronco mede até 12 cm de altura, é oca quando o fungo atinge a maturidade e tem uma carne firme e branca, que quando seca exala um odor intenso de sabão. A substância leitosa produzida pela espécie, o látex, é branco ou cor de creme e mancha de roxo as superfícies com que entra em contato.
Descrito cientificamente pelo micologista alemão Max Britzelmayr em 1885, L. repraesentaneus pode ser encontrado na natureza em toda a zona temperada do hemisfério norte, embora seja muito mais comum em regiões de grandes altitudes do continente americano, no sul do Canadá e norte dos Estados Unidos. Esta é a mesma área de ocorrência das píceas, um grupo de árvores coníferas com as quais o cogumelo forma micorrizas, um tipo de associação simbiótica que garante nutrientes para ambos. É considerado um cogumelo venenoso, tem sabor picante ou amargo e se ingerido pode provocar dores no estômago. Várias substâncias foram isoladas do extrato do fungo, entre elas uma com propriedade antibiótica contra a bactéria Staphylococcus aureus. Já outros compostos, chamados genericamente de repraesentins, mostraram a capacidade de induzir o crescimento de raízes de alface.

## Taxonomia e classificação
A espécie Lactarius repraesentaneus foi descrita pela primeira vez na literatura científica pelo micologista alemão Max Britzelmayr em 1885, com base em espécimes coletados na região da Baviera. A variedade Lactarius scrobiculatus var. repraesentaneus, proposta por Killermann em 1933, é atualmente considerada sinônimo de L. repraesentaneus. Rolf Singer, em 1942, definiu a subespécie L. repraesentaneus ssp. speciosus para incluir corpos de frutificação com fibras emaranhadas (feltro), dispostas em anéis concêntricos no píleo (formando zonas ou faixas), em comparação com a subespécie nominal, na qual os cogumelos jovens possuem o feltro distribuído uniformemente na superfície do píleo, só se tornando zoneado nas margens de píleos mais envelhecidos.
De acordo com a classificação proposta pelos micologistas Lexemuel Ray Hesler e Alexander H. Smith, na monografia deles de 1979 sobre as espécies norte-americanas de Lactarius, o L. repraesentaneus pertence à estirpe Speciosus da seção Aspideini, do subgênero Piperites do gênero Lactarius. Outras espécies na estirpe Speciosus incluem: L. dispersus, L. subtorminosus e L. speciosus, que tem "chapéus" (píleos) cuja bordas possuem um aspecto "peludo". A classificação de Singer de 1986 dos Agaricales não divide a subseção Aspideini em estirpes, ao invés disso agrupa o Lactarius repraesentaneus com L. luridis, L. aspideus, L. uvidus, L. psammicola e L. speciosus.
O epíteto específico "repraesentaneus" vem do termo em latim que significa "bem representado". Os cogumelos do gênero Lactarius são comumente conhecidos nos países de língua inglesa como milkcaps, e L. repraesentaneus é popularmente chamado de northern bearded milkcap, northern milkcap ou purple-staining milkcap.

## Descrição
O píleo - o "chapéu" do cogumelo - de L. repraesentaneus mede 6 a 18 cm de largura e é convexo ou com formato de funil. Sua margem (a borda do píleo) é conspicuamente cheia de pêlos nos espécimes jovens. A superfície do chapéu é ligeiramente zoneada (com faixas ou linhas concêntricas) às vezes azoneada, com uma fina camada de fibras emaranhadas, geralmente tornando-se descamativa a medida que o fungo envelhece. É um pouco seca a algo pegajosa, e tem coloração amarelo claro a amarelo-alaranjado, às vezes com tonalidade enferrujada quando o cogumelo está mais maduro. O modo como as lamelas se fixam no "tronco" (estipe) é ligeiramente decorrente, ou seja, elas se projetam ligeiramente para baixo ao longo do comprimento da estipe. As lamelas são moderadamente largas, densas, às vezes bifurcadas próximas à estipe. Normalmente, possuem uma um cor creme a ocre-pálida, e se mancham de lilás ou roxo quando danificadas.
O tronco ou estipe mede 5 a 12 cm de comprimento, 1 a 3 cm de espessura, e é quase igual em toda a sua extensão ou alargado na sua porção inferior. Ele é oco quando o fungo atinge a maturidade, pegajoso ou seco, grosseiramente escavado (com um aspecto "esburacado"), amarelo pálido a amarelo-alaranjado e se mancha de lilás ou roxo quando é cortado. A carne de L. repraesentaneus é firme, quebradiça, branca e se também se mancha de lilás ou roxo quando cortada. O odor é levemente perfumado, às vezes, ou não distintivo, mas quando o cogumelo está seco tem um cheiro intenso de sabão. O seu sabor é suave a levemente picante ou um pouco amargo, o gosto tem sido comparado ao do cálamo aromático (Acorus calamus), uma planta com propriedades fitoterápicas. O látex, produzido em quantidade abundante pelo cogumelo, é branco a creme, imutável, e mancha todos os tecidos com que entra em contato de lilás ou roxo. Tem um sabor suave a levemente picante, ou um pouco amargo. A impressão de esporos, uma técnica usada na identificação de fungos, é amarelada. Os corpos de frutificação são venenosos e seu consumo provoca dores de estômago, mas a natureza dos agentes tóxicos ainda não foi identificada.

### Características microscópicas
L. repraesentaneus produz esporos que medem 8 a 12 por 6,5 a 9 micrômetros (µm). Eles são amplamente elipsoides, com proeminências que atingem 0,8 µm de altura e ornamentados com verrugas e cristas que na maioria das vezes não formam um retículo, embora possam formam um retículo parcial ou quase completo em alguns espécimes.  Os esporos são hialinos (translúcidos) e amiloides, o que significa que absorvem o iodo quando corados com o reagente de Melzer. Os pleurocistídios, cistídios nas faces das lamelas, e os queilocistídios, cistídios na borda das lamelas, são fusiformes e medem 120 por 15 µm. A cutícula do píleo é uma ixocútis, com as hifas embebidas em uma camada viscosa ou gelatinosa.

### Espécies similares

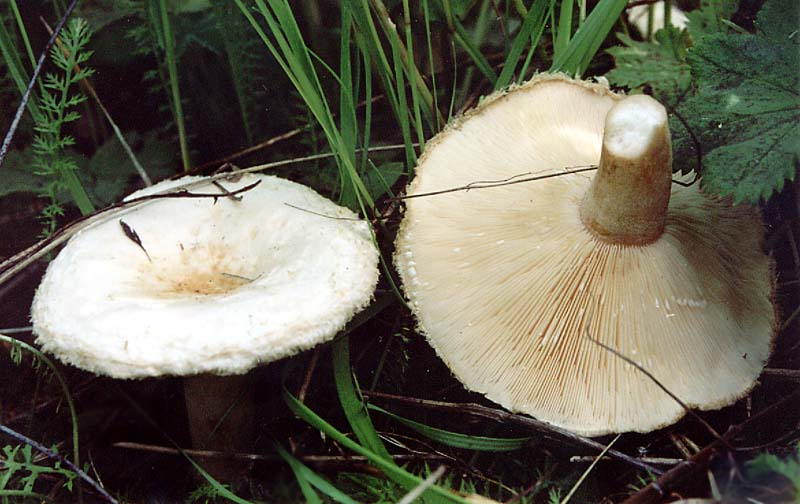
L. pubescens é similar na aparência.

Lactarius torminosus, conhecido em língua inglesa como woolly milkcap ("cogumelo-de-leite lanoso" em tradução literal), é uma espécie semelhante em aparência a L. repraesentaneus. Pode ser distinguida desta porque L. torminosus tem um corpo de frutificação com chapéu rosa pálido e cresce em solo úmido em associação com bétulas. Outra espécie do mesmo gênero apontada como similar é L. pubescens. Esse cogumelo venenoso, popularmente conhecido como bearded milkcap, tem um chapéu de cor branco acastanhado a creme, e com aspecto lanoso. Diferente do L. repraesentaneus, ele se desenvolve em solo arenoso, sob a copa de bétulas.

## Ecologia, habitat e distribuição
Como todas as espécies do gênero Lactarius, L. repraesentaneus é, ecologicamente, um fungo micorrízico, formando portanto uma associação simbiótica mutuamente benéfica com várias espécies de plantas. As ectomicorrizas garantem ao cogumelo compostos orgânicos importantes para a sua sobrevivência oriundos da fotossíntese do vegetal; em troca, a planta é beneficiada por um aumento da absorção de água e nutrientes graças às hifas do fungo. A existência dessa relação é um requisito fundamental para a sobrevivência e crescimento adequado de certas espécies de árvores, como alguns tipos de coníferas.
Os corpos frutíferos de L. repraesentaneus podem ser encontrados no solo, espalhados ou em grupos, sob a copa de píceas (um grupo de árvores coníferas) nos meses de agosto e setembro. O fungo é distribuído em regiões de grandes altitudes no sul do Canadá e norte dos Estados Unidos, onde as píceas estão presentes. O cogumelo também já foi encontrado no Alasca, na Califórnia e nas Montanhas Rochosas. A frequência de seu aparecimento é descrito como ocasional a bastante comum. Na Europa, onde a espécie é bastante rara, é encontrada principalmente sob salgueiros (Salix caprea) em florestas no sopé das montanhas sobre solo não-calcário. Foi coletado na Suécia, Suíça, antiga Tchecoslováquia, Alpes franceses e na Inglaterra; no geral, é amplamente distribuída em toda a zona temperada do hemisfério norte. O fungo também foi recolhido próximo a bétulas (B. pubescens, B. nana e B. glandulosa) na Groelândia.

## Compostos bioativos
Em 1947, um estudo científico mostrou que Lactarius repraesentaneus apresenta atividade antibiótica contra a bactéria Staphylococcus aureus. A substância responsável por essa propriedade antimicrobiana não foi identificada, porém, constatou-se que ela é sensível ao calor. Uma série de compostos químicos capazes de regular o crescimento de plantas foram isolados e identificados a partir do extrato de L. repraesentaneus. Dentre essas substâncias estão um sesquiterpenoide, batizado de repraesentin A, e dois sesquiterpenos relacionados, nomeados repraesentins B e C. Foi demonstrado que eles promovem o desenvolvimento da radícula de mudas de alface em 136, 118 e 184 % em 67 ppm, respectivamente. Um outro estudo, feito em 2006, conseguiu isolar mais três compostos de propriedades semelhantes: repraesentins D, E e F. A repraesentin E foi que mostrou a atividade mais forte de indução do crescimento, 164% em 3,6 µm, para o desenvolvimento da radícula de mudas de alface.